# Sammallampi
Sammallampi är en sjö i kommunen Parikkala i landskapet Södra Karelen i Finland. Sjön ligger 70,8 meter över havet. Arean är 69 hektar och strandlinjen är 4,61 kilometer lång. Sjön  ingår i Hiitolanjokis huvudavrinningsområde.   Den ligger omkring 87 km nordöst om Villmanstrand och omkring 290 km nordöst om Helsingfors. 